# Arthur van Gehuchten
Arthur van Gehuchten (ur. 20 kwietnia 1861 w Antwerpii, zm. 9 grudnia 1914 w Cambridge) – belgijski lekarz neurolog i anatom, pierwszy profesor neurologii w Belgii. Pamiętany jest przede wszystkim za wkład w teorię neuronową i pionierskie próby stosowania kinematografii w nauczaniu neurologii.

## Życiorys
Urodził się w antwerpskiej rodzinie mówiącej po niderlandzku. Studiował medycynę na Katolickim Uniwersytecie w Lowanium. Był uczniem Jean Baptiste Carnoya. W 1887 został doktorem nauk przyrodniczych. Studiował u Weigerta i Edingera. W 1892 otrzymał tytuł doktora nauk medycznych w Leuven. W 1896 był jednym z założycieli Belgijskiego Towarzystwa Neurologicznego. W 1900 roku założył czasopismo neurologiczne „Le Névraxe”. W 1908 utworzono dla niego katedrę neurologii, pierwszą w Belgii.
Podczas nalotów niemieckich w pierwszych dniach I wojny światowej dom Van Gehuchtena, jego biblioteka, archiwum i laboratorium zostały zniszczone. Wyjechał wtedy do Wielkiej Brytanii i uczył biologii na Uniwersytecie Cambridge. Zmarł nagle, w grudniu 1914. Rozpoznano u niego skręt jelit; krótko po operacji dostał zawału serca. Wspomnienia pośmiertne napisali Batten, Kappers, Brulyants, Nelis, biograficzny szkic o swoim ojcu opublikował Paul Van Gehuchten, również neurolog.

## Dorobek naukowy
Wprowadził metodę utrwalania preparatów histologicznych, polegającą na traktowaniu preparatu roztworem 10 części lodowatego kwasu octowego, 30 części chloroformu i 60 części alkoholu (metoda van Gehuchtena). Razem ze swoim studentem Charlesem Nelisem opisał zmiany w zwojach nerwowych w przebiegu wścieklizny, patognomoniczne dla tej choroby.
Van Gehuchten jako pierwszy (w 1898) wprowadził termin objawu Babińskiego.
Od 1905 roku stosował w nauczaniu neurologii kręcone przez siebie filmy, przedstawiające pacjentów neurologicznych. Taśmy 35 mm nakręcone przez Van Gehuchtena i jego współpracowników zachowały się do dziś w Królewskiej Belgijskiej Kinematece (Cinémathèque Royal de Belgique), co czyni z nich najstarsze zachowane filmy nakręcone w Belgii.

## Wybrane prace

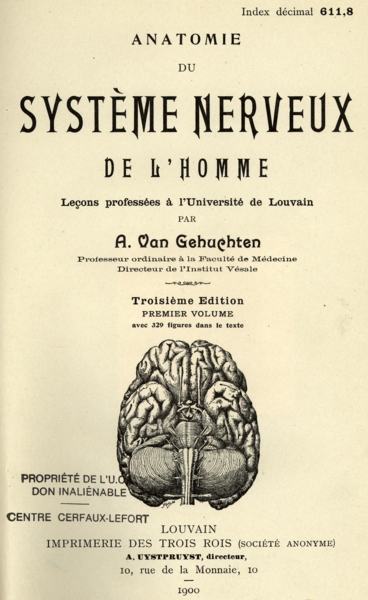
Strona tytułowa wydania Anatomie du Système Nerveux de l’homme z 1900

- L’Anatomie du système nerveux de l’homme (1893)
- Contribution à l’étude du faisceau pyramidal (1896)
- Structure du télencéphale: centres de projection et centres d’association. Polleunis & Ceuterick, 1897
- Cours d’anatomie humain systématique (I-III, 1906-09)
- Les centres nerveaux cérébro-spinaux (1908)
- Het zenuwgestel. Nederl. Boekh, 1908
- La radicotomie postérieure dans les affections nerveuses spasmodiques (1911)
- Coup de couteau dans la moelle lombaire. Essai de physiologie pathologique. Le Névraxe 9, s. 208–232 (1907)
- Le mouvement pendulaire ou réflexe pendulaire de la jambe. Contribution à l’étude des réflexes tendineux. Le Névraxe 10, s. 263–266 (1908)
- Over myopatische ziekten. Voordracht met kinematographische lichtbeelden. Handelingen van het XIVe Vlaams Natuur-en Geneeskundig Congres 1–8 (1910)
- La radicotomie postérieure dans les affections nerveuses spasmodiques (modification de l’opération de Foerster). Bulletin de l’Académie royale de Médecine de Belgique s. 1–43 (1910)
- Het doorsnijden der achterste ruggemergwortels als behandeling van zekere vormen van spastische paraplegie (met kinematographische lichbeelden). Handelingen van het XVIe Vlaamsch Natuur- en Geneeskundig Congres 422–43 (1913)